# Malou (Kurzfilm)
Malou ist ein deutscher Kurzfilm mit Romina Küper und Veronica Ferres in den Hauptrollen. Adi Wojaczek führte Regie. Produziert wurde der Film von Patrick Mölleken.
Die Weltpremiere des Filmes fand am 19. Juli 2019 im Rahmen des 23. LA Shorts International Film Festivals in Los Angeles statt.
Malou setzte sich gegen über 1.250 Einreichungen aus 70 Ländern als Finalist des Oscar-qualifying 22. Manhattan Short Film Festivals 2019 durch und erhielt damit eine Qualifizierung für die 92. Academy Awards 2020.

## Handlung
Die junge, talentierte Tänzerin Malou kämpft trotz großer Hindernisse seit Jahren um einen Platz auf einer Elite-Tanzhochschule, wird aber immer wieder abgelehnt. Als sie erneut scheitert und den Glauben an sich selbst verliert, bekommt sie unerwartete Hilfe – und damit die Chance ihres Lebens.

## Produktion
Malou ist eine deutsche Filmproduktion, die in Nordrhein-Westfalen gedreht wurde. Als Filmkulissen dienten u. a. die Folkwang Universität der Künste in Essen-Werden, sowie das Düsseldorfer Schauspielhaus.

## Auszeichnungen (Auswahl)
- Official Selection auf dem 7th Annual NoHo Cinefest 2020[4]
- Official Selection auf dem 1st Filmoramax International Film Festival 2020[4]
- Official Selection auf dem 21st Newport Beach Film Festival 2020[4]
- Official Selection auf dem 4th Cordillera International Film Festival 2020[5]
- Official Selection auf dem 12th Go Short - International Short Film Festival Nijmegen 2020[4]
- Official Selection auf dem 44th Cleveland International Film Festival (CIFF) 2020[4]
- Official Selection auf dem 10th Awareness Film Festival 2019[4]
- Finalist auf dem 22. Manhattan Short Film Festival 2019[6]
- Official Selection auf dem 15. HollyShorts Film Festival 2019[7]
- Official Selection auf dem 23. LA Shorts International Film Festival 2019[7]
- 3. Platz beim Eat My Shorts – Hagener Kurzfilmfestival für Adi Wojaczek[8]